# IEEE 802.11r-2008
IEEE802.11r-2008，或快速BSS切换（英語：Fast Basic Service Set Transition，简称FT），也称为快速漫游，是一项IEEE802.11标准的修正案，于2008年7月15日发布，并被收录在802.11-2012中。其允许移动中的无线设备以不断开链接的方式，快速和安全地在热点之间无缝切换。

## 作用
无线通信广泛采用的802.11协议（俗称Wi-Fi），其大多数接入点的覆盖范围仅达数百米，所以设备移动可能要在不同接入点之间切换。对于车载移动等场景，设备可能每5到10秒就要切换接入点。
事实上，原有的802.11协议已支持接入点切换，本质上无论有没有802.11r补充协议，切换过程都是相同的：移动设备自主决定何时切换接入点，以及切换到哪个接入点。早期的802.11协议中，切换接入点的过程非常简单，移动设备只需要收发4条报文就能连接新的接入点（如果算上客户端发给旧接入点“我要走了”消息，即deauthentication和disassociation报文，那么总共是5条报文）。然而，随着更多补充协议的加入，连接接入点所需的报文数量大大增加，比如：支持802.1X认证的802.11i、定义QoS的802.11e以及无线多媒体扩展等。在完成所有报文交互之前，设备和新接入点都不能进行有效的数据通信，包括音频通话数据等，导致用户遭受高达数秒的服务中断。而为了保证语音通话的质量，终端网络引起的延迟或中断一般不应超过50毫秒。
802.11r的目的正是消除安全认证和QoS协议带来的负面影响，使其重返“4报文过程”。虽然这没有完全消除切换延迟，但至少降低其严重程度至从前的可接受状态。
目前802.11r主要应用场景是移动电话上基于无线英特网而非传统蜂窝网的VoIP业务。

## 问题
2017年10月，来自鲁汶天主教大学imec-DistriNet研究组的安全研究员Mathy Vahoef和Frank Piessens发表了一篇论文，其名为“密钥重载攻击：迫使WPA2重用Nonce”(KRACK)。除了KRACK攻击本身外，该文还列举了多数802.11r实现中的漏洞，编号为CVE-2017-13082。
2018年8月4日，来自Hashcat的研究员Jens Steube公布了一种猜解WPA PSK密码的新方法，称此方法使用于所有启用了漫游功能的802.11i/p/q/r网络。